# Christus van las Noas

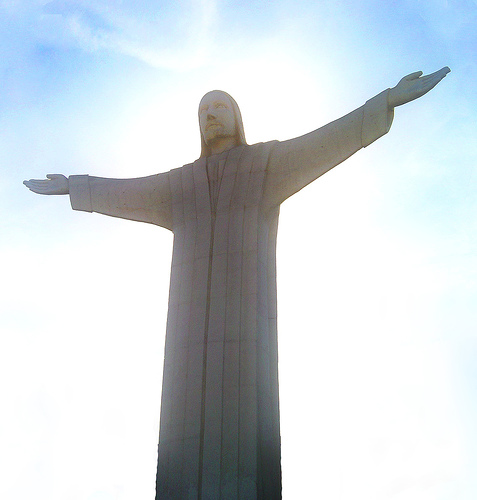
Christus van las Noas

De Christus van las Noas (Spaans: Cristo de las Noas) is een monumentaal beeld van Jezus Christus op de Cerro de las Noas in de stad Torreón in de Mexicaanse staat Coahuila, 1000 km ten noorden van Mexico-Stad. Tijdens de lijdensweek komen tienduizenden gelovigen naar het beeld om op de plaats de kruisweg te bidden.

## Naam
Het toevoegsel "las Noas" heeft het beeld te danken aan de naam van de heuvel, die op zijn beurt werd vernoemd naar een agavesoort die op de heuvel groeide en door de lokale bewoners la noa genoemd wordt. Ooit kwam deze noa of victoria regina hier algemeen voor, maar tegenwoordig is de plant vrijwel verdwenen.

## Geschiedenis
De Christus van las Noas betreft een op de Christus de Verlosser in Rio de Janeiro geïnspireerd ontwerp en werd in de jaren 1973-2000 gebouwd. Ten tijde van de voltooiing was het van gewapend beton gebouwde en 579 ton wegende beeld het op zeven na grootste Christusbeeld van Latijns-Amerika.
Het beeld werd door de kunstenaar Vladimir Alvarado gemaakt naar een initiatief van de priester José Rodriguez Tenorio. Alvarado wilde met zijn werk de gezichtsuitdrukking van een beschermende Christus onsterfelijk maken. Volgens de priester was het doel van het kunstwerk om door middel van het zichtbare tot het onzichtbare te komen.
Rond het beeld bevindt zich een religieus complex met een restaurant, een kerk, een kruisweg, replica's uit het Heilige Land zoals de grot van Bethlehem, Golgotha en het Heilig Graf.
Christus van las Noas bevindt zich 200 meter boven de stad (en 1300 meter boven zeeniveau) en is niet alleen het symbool van Torreón, maar van de hele agglomeratie La Laguna.